# Philippe Pirotte
Pour les articles homonymes, voir Pirotte.
Philippe Pirotte, né le 14 avril 1972 à Anvers (Belgique), est un historien de l'art belge.
Il est recteur de l'École Städel de Francfort-sur-le-Main depuis 2014.

## Biographie

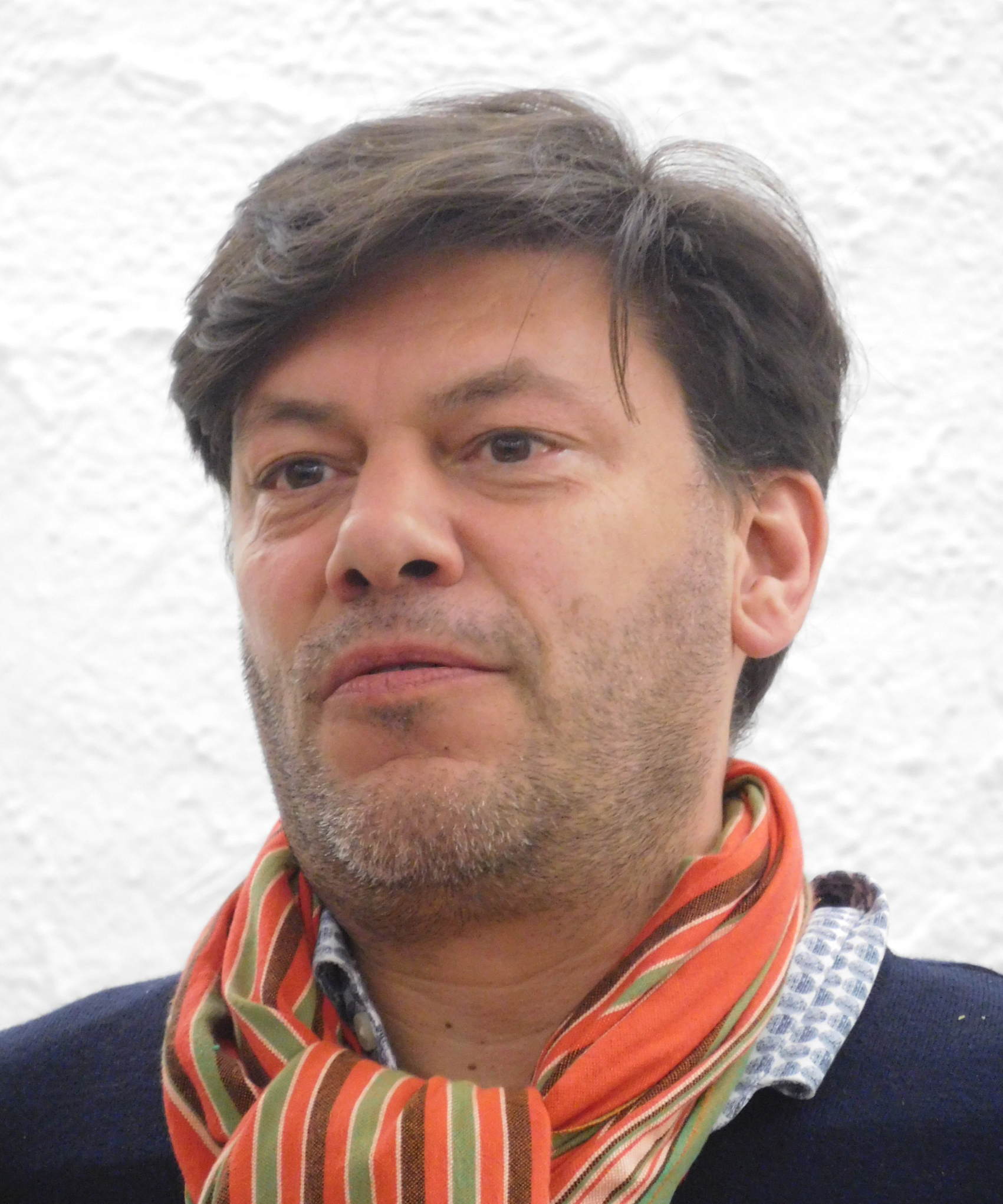
Philippe Pirotte, à l'École Städel 2018.

Pirotte nait en 1972. Il étudie l'histoire de l'art à l'université de Gand et est assistant à la chaire d'histoire de l'art de 1996 à 2001. En 1999, il est le directeur fondateur d'objectif_exhibitions, un espace d'art et un centre d'art contemporain à Anvers. À partir de 2001, il travaille avec Jan Hoet sur le catalogue de l'exposition de Luc Tuymans au pavillon belge de la Biennale de Venise.
De 2005 à 2011, Pirotte, succédant à Harald Szeemann, est directeur de la Kunsthalle Bern, où il est curateur des expositions Allan Kaprow - Art as Life (2007), Voids - A Retrospective of Empty Exhibitions (2009) et Animism (2010). En 2007, il présente des œuvres de l'artiste Jutta Koether dans l'une de ses premières expositions personnelles. Il conclut son travail à Berne par une exposition de photos de l'artiste Santu Mofokeng.
Après avoir quitté Berne, Philipp Pirotte travaille comme organisateur d'expositions indépendant dans le monde entier. Pour la Kunsthaus de Zurich, il réalise la première exposition de l'artiste chinois Yang Fudong sous le titre Estranged Paradise (2012) et la même année, il présente Fifty Days at Sea dans le pavillon de la ville de la Biennale de Shanghai. Il est co-commissaire de l'exposition Surplus Authors au Witte de With Centre for Contemporary Art à Rotterdam. Pirotte est le correspondant belge du magazine d'art Tema Celeste et co-rédacteur en chef du magazine trimestriel flamand Other Sinema. Pirotte écrit régulièrement pour le Nka - Journal of Contemporary African Art, le magazine d'art KunstNu du SMAK à Gand et pour le journal d'art londonien Afterall.
Il conseille l'Université de Californie, le Berkeley Art Museum et la Pacific Film Archive, ainsi que la Rijksakademie van beeldende kunsten d'Amsterdam. En 2014, il est conservateur en chef de la Biennale de Montréal, qui se déroule sous le titre Le Grand Balcon, au cours de laquelle il présente également de nombreuses œuvres de membres de l'École Städel, tels que Thomas Bayrle, Haegue Yang et Anne Imhof.

## Autres expositions (organisation)
- 2005 : Camuflaje, Fundación Celarg, Caracas, Venezuela
- 2005 : Idyl-As to answer that Picture, Middelheim Museum, Anvers
- 2008 : Involved, Shanghart h-space Gallery, Shanghai
- 2009 : Other Rooms, Musée d'art de Minsheng, Shanghai
- 2009 : Frames and Documents: Conceptualist Practices, Fondation Cisneros-Fontanals, Miami